# Wim Mertens

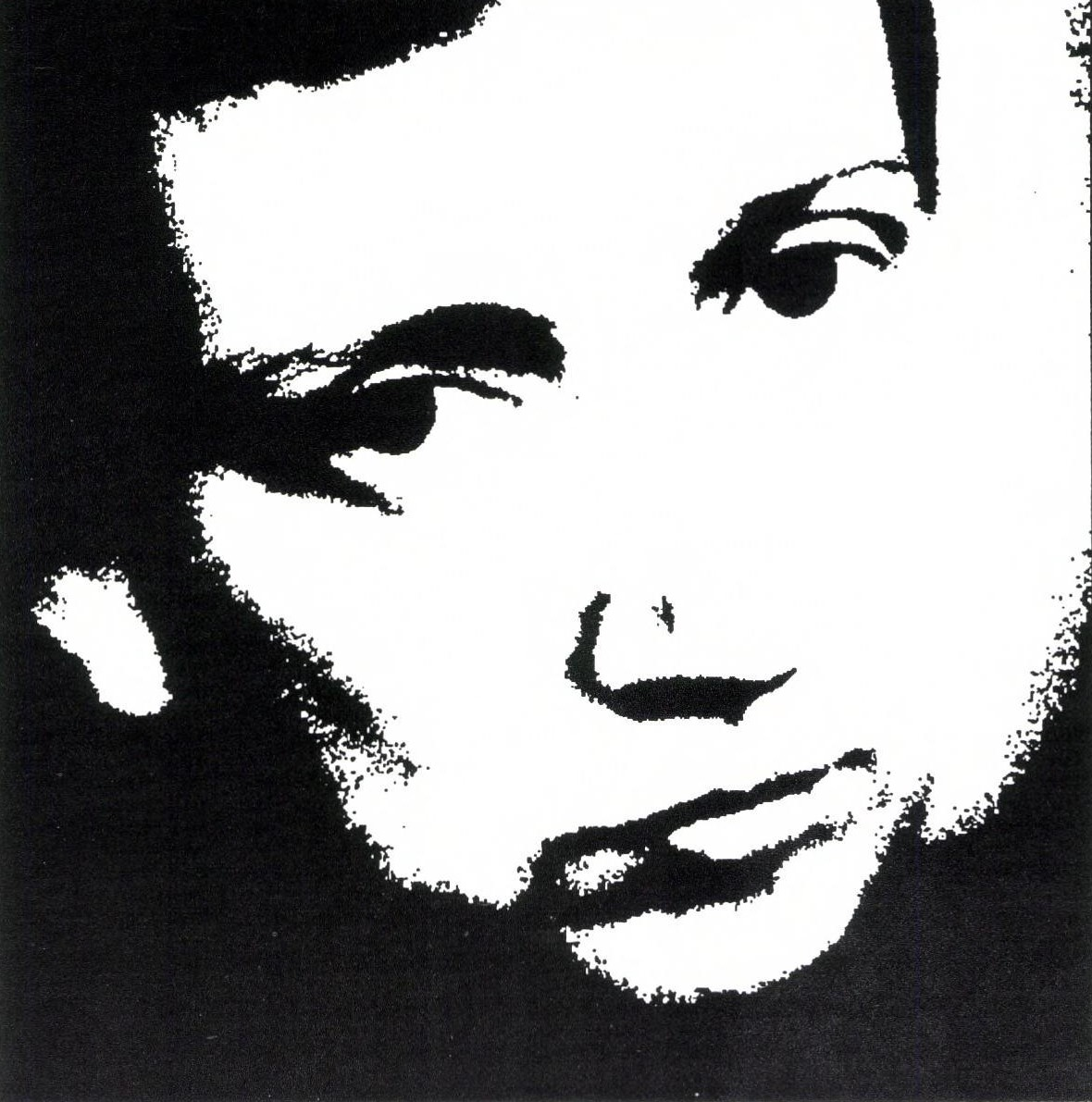
Mertens (1990)

Wim Mertens, född 14 maj 1953, är en belgisk kompositör, sångare (kontratenor), pianist och gitarrspelare.
1975 tog Mertens examen i motsvarande statsvetenskap vid Katholieke Universiteit Leuven. Han har även studerat musikvetenskap vid Universiteit Gent. Efter detta har han studerat vid konservatorierna i Gent och Bryssel. Sedan dess har han arbetat bland annat som kompositör, författare (1980 De Amerikaanse repetitieve muziek.) och producent (bl.a. vid BRT (nuvarande VRT) och Radio 2 (Radio Brabant)). Förutom större verk gör han även musik till reklam- och spelfilmer.

## Diskografi
- 1982 - For Amusement Only (The Sound Of Pinball Machines)
- 1982 - At Home - Not At Home
- 1982 - Vergessen
- 1983 - Struggle For Pleasure
- 1984 - Maximizing The Audience
- 1984 - The Power Of Theatrical Madness
- 1985 - Instrumental Songs
- 1986 - A Man Of No Fortune And With A Name To Come
- 1987 - Educes Me
- 1987 - The Belly Of An Architect [Original Soundtrack]
- 1988 - After Virtue
- 1989 - Motives For Writing
- 1991 - Alle Dinghe Part I: Sources of Sleeplessness
- 1991 - Alle Dinghe Part II: Vita Brevis
- 1991 - Alle Dinghe Part III: Alle Dinghe
- 1991 - Stratégie De La Rupture
- 1991 - Hufhuf [Single från Stratégie De La Rupture]
- 1993 - Shot And Echo
- 1993 - A Sense Of Place
- 1994 - Epic That Never Was [Live Concert]
- 1994 - Gave Van Niets Part I: You'll Never Be Me
- 1994 - Gave Van Niets Part II: Divided Loyalties
- 1994 - Gave Van Niets Part III: Gave Van Niets
- 1994 - Gave Van Niets Part IV: Reculer Pour Mieux Sauter
- 1995 - Jeremiades
- 1996 - Entre Dos Mares
- 1996 - Lisa
- 1996 - Jardin Clos
- 1997 - Sin Embargo
- 1997 - Best Of [Sammanställning)
- 1998 - In 3 Or 4 Days [Single från Integer Valor och mer]
- 1998 - Integer Valor
- 1999 - Father Damien (Filmmusik)
- 1999 - Integer Valor - Intégrale
- 1999 - Kere Weerom Part I: Poema
- 1999 - Kere Weerom Part II: Kere Weerom
- 1999 - Kere Weerom Part III: Decorum
- 2000 - If I Can [Originalinspelning från 1986]
- 2000 - Rest Meines Ichs [Single som medföljde Der Heisse Brei]
- 2000 - Der Heisse Brei
- 2001 - At Home - Not At Home [Reissue 2001]
- 2001 - Aren Lezen Part I: If Five Is Part Of Ten
- 2001 - Aren Lezen Part II: Aren Lezen
- 2001 - Aren Lezen Part III: Kaosmos
- 2001 - Aren Lezen Part IV: aRe
- 2002 - Years Without History - Vol. 1 - Cave Musicam [Brugge 29.10.1998] [Live Konsert]
- 2002 - Years Without History - Vol. 2 - In The Absence Of Hindrance [Gdansk 22.11.1998] [Live Konsert]
- 2002 - Years Without History - Vol. 3 - Mains De Mètre, Assez De Rythme [Paris 1.10.1992] [Live Konsert]
- 2002 - Antología - Lo Mejor De Wim Mertens [Sammanställning]
- 2003 - Ver Veranderingen [Originalinspelning 1981]
- 2002 - Wim Mertens Moment [Boxset featuring Vergessen, Ver-Veranderingen (Inspelad 1981, men osläppt), The Belly Of An Architect, Struggle For Pleasure, Motives For Writing, Maximizing the Audience, Instrumental Songs, If I Can, For Amusement Only, Educes Me, At Home - Not At Home, After Virtue, A Man Of No Fortune, And With A Name To Come]
- 2003 - Years Without History - Vol. 4 - Not Yet, No Longer [Gdansk 9.11.2002] [Livekonsert]
- 2003 - Skopos
- 2004 - Years Without History - Vol. 5 - With No Need For Seeds [Madrid 2.12.1986] [Livekonsert]
- 2004 - Shot and Echo/A Sense Of Place
- 2005 - Un respiro
- 2006 - Partes Extra Partes [Sammanställning]
- 2006 - What You See Is What You Hear [DVD]
- 2007 - Receptacle
- 2008 - Years Without History - Vol. 7 - Nosotros [Gaasbeek 14.7.2002] [Livekonsert]
- 2008 - Years Without History - Vol. 6 - The Promise Kept In Advance
- 2008 - L'Heure Du Loup
- 2009 - Music And Film Sammanställning. 3-CD Boxset med 20 låtar
- 2010 - Zee Versus Zed